# Siergiej Kaliniczew
Siergiej Leonidowicz Kaliniczew, ros. Сергей Леонидович Калиничев, niem. Sergei Kalinitschew (ur. 3 lutego 1956 w Moskwie) – rosyjski szachista, reprezentant Niemiec od 1995, arcymistrz od 1997 roku.

## Kariera szachowa
Do końca lat 90. XX wieku startował wyłącznie w turniejach rozgrywanych na terenie krajów socjalistycznych. W 1985 r. zwyciężył w Dreźnie, w następnym roku w tym mieście zajął II miejsce (za Rustemem Dautowem), osiągnięcie to powtarzając w Berlinie Wschodnim (za Walerijem Czechowem). W 1988 r. podzielił I m. (wspólnie ze Stanisławem Kostyrą) w Rostocku. W 1989 r. zwyciężył w kolejnych turniejach, rozegranych w Warszawie oraz w Berlinie Wschodnim.
W następnych latach odniósł szereg indywidualnych sukcesów:
- 1992 – Würzburg (dz. II m. za Wolfgangiem Uhlmannem, wspólnie z Władimirem Czuczełowem),
- 1996 – Budapeszt (turniej First Saturday FS09 GM, dz. I m. wspólnie z Nikołajem Legkijem),
- 1997 – Schwäbisch Gmünd (I m.), Regensburg (I m.), Passau (I m.), Münster (dz. II m. za Olegiem Romaniszynem, wspólnie z Rustemem Dautowem),
- 1998 – Stuttgart (dz. I m. wspólnie z m.in. Dorianem Rogozenko), Fürth (dz. II m. za Arturem Koganem, wspólnie z Christianem Gabrielem, Jörgiem Hicklem i Aleksandrem Oniszczukiem),
- 2000 – Berlin (I m.),
- 2001 – Le Touquet (dz. I m. wspólnie z m.in. Jeanem-Marcem Degraeve i Feliksem Lewinem), Schwäbisch Gmünd (dz. II m. za Baadurem Dżobawą, wspólnie z Dmitrijem Bunzmannem i Władimirem Burmakinem), Baunatal (dz. II m. za Władimirem Jepiszynem, wspólnie z Aleksandrem Karpaczewem),
- 2002 – Berlin (dwukrotnie I m.), Schwäbisch Gmünd (dz. I m. wspólnie z Witalijem Kuninem(inne języki), Dmitrijem Bunzmannem, Wiktorem Kuprejczykiem i Siergiejem Kriwoszejem), Travemünde (dz. I m. wspólnie z Robertem Rabiegą, Romualdem Mainką i Aleksandrem Bangiewem),
- 2003 – Dortmund (II m. za Jurijem Boidmanem),
- 2004 – Dieren (II m. za Siergiejem Tiwiakowem),
- 2005 – Berlin (dz. I m. wspólnie z Robertem Rabiegą, Lubomirem Michalcem i Jakowem Meisterem(inne języki)), Esbjerg (turniej The North Sea Cup, dz. II m. za Władimirem Biełowem, wspólnie z Igorem Chenkinem, Maartenem Solleveldem i Stefanem Djuriciem(inne języki)),
- 2006 – Vandœuvre-lès-Nancy (II m. za Friso Nijboerem),
- 2007 – Berlin (I m.), Schwäbisch Gmünd (dz. I m. wspólnie z Władimirem Burmakinem, Viestursem Meijersem i Jopem Delemarre(inne języki)), Salou (dz. II m. za Ibragimem Chamrakułowem, wspólnie z Holdenem Hernandezem Carmenatesem i Siergiejem Fiedorczukiem),
- 2008 – Police (memoriał Tadeusza Gniota, I m.), Berlin (I m.).

Kilkukrotnie startował w finałach indywidualnych mistrzostw Niemiec, najlepszy wynik osiągając w 2004 r. w Höckendorfie, gdzie zajął IV miejsce.
Najwyższy ranking w dotychczasowej karierze osiągnął 1 października 2004 r., z wynikiem 2533 punktów zajmował wówczas 24. miejsce wśród niemieckich szachistów.